# Тривіньйо
Тривіньо (італ. Trivigno) — муніципалітет в Італії, у регіоні Базиліката, провінція Потенца.
Тривіньо розташоване на відстані близько 330 км на південний схід від Рима, 17 км на схід від Потенци.
Населення — 687 осіб (2014).

## Демографія
Населення за роками:

Станом на 1 січня 2023 року в муніципалітеті офіційно проживало 15 іноземців з 8 країн, серед них 6 громадян країн Євросоюзу та 1 громадянин України.

## Сусідні муніципалітети
- Альбано-ді-Луканія
- Анці
- Бриндізі-Монтанья
- Кастельмеццано

## Персоналії
- Роберт Дж. Віньола (1882 — 1953) — італійський і американський актор, сценарист і режисер.